# Ибрагим Салах
Ибрагим Салах Абдель-Фаттах (араб. إبراهيم صلاح‎; 1 апреля 1987, Эль-Мансура, Египет) — египетский футболист, полузащитник клуба «Араб Контракторс» и сборной Египта.

## Клубная карьера
Салах начал карьеру в клубе «Эль-Мансура» из своего родного города. В 2006 году он дебютировал за команду в чемпионате Египта. В 2009 году Ибрагим перешёл в «Замалек». В составе клуба он выиграл чемпионат и четыре раза завоевал Кубок Египта. В 2013 году Салах на год уезжал из Египта. Летом Ибрагим подписал соглашение с саудовским «Аль-Оруба». 24 августа в матче против «Аль-Хиляль» он дебютировал в чемпионате Саудовской Аравии. 13 декабря в поединке против «Аль-Шабаб» Салах забил свой первый гол за «Аль-Оруба». В 2014 году он вернулся в «Замалек». 28 мая 2015 года в поединке против «Иттихад Аль Шурта» Ибрагим забил свой первый гол за клуб.
В начале 2016 года Салах на правах аренды перешёл в «Смуху». 17 февраля в поединке против «Петроджет» Ибрагим забил свой первый гол за новую команду. После окончания аренды он вернулся в «Замалек».
Летом 2017 года Салах перешёл в «Араб Контракторс».

## Международная карьера
17 ноября 2011 года в товарищеском матче против сборной Австралии Салах дебютировал за сборную Египта. 14 августа 2013 года в поединке против сборной Уганды он забил свой первый гол за национальную команду.
В 2017 году в составе сборной Салах стал серебряным призёром Кубка Африки в Габоне. На турнире он сыграл в матче против команды Буркина-Фасо.

### Голы за сборную Египта
| #   | Дата            | Место                              | Противник | Счёт | Результат | Соревнование      |
| --- | --------------- | ---------------------------------- | --------- | ---- | --------- | ----------------- |
| 01. | 14 августа 2013 | Эль-Гуна Стэдиум, Эль-Гуна, Египет | Уганда    | 3:0  | 3:0       | Товарищеский матч |

## Достижения
Командные
 «Замалек»
- Чемпионат Египта по футболу — 2014/2015
- Обладатель Кубка Египта (4) — 2013, 2014, 2015, 2016

Международные
 Египет
- Кубок африканских наций — 2017